# Tosjön, Småland
Tosjön är en sjö i Eksjö kommun i Småland och ingår i Emåns huvudavrinningsområde. Sjön har en area på 0,0906 kvadratkilometer och ligger 231,1 meter över havet. Sjön avvattnas av vattendraget Silverån.

## Delavrinningsområde
Tosjön ingår i det delavrinningsområde (639812-147055) som SMHI kallar för Utloppet av Boen. Medelhöjden är 247 meter över havet och ytan är 31,47 kvadratkilometer. Det finns inga delavrinningsområden uppströms utan avrinningsområdet är högsta punkten. Silverån som avvattnar avrinningsområdet har biflödesordning 3, vilket innebär att vattnet flödar genom totalt 3 vattendrag innan det når havet efter 162 kilometer. Delavrinningsområdet består mestadels av skog (76 %). Avrinningsområdet har 2 kvadratkilometer vattenytor vilket ger det en sjöprocent på 6,4 %.